# Bernd Münch
Bernd Münch (* 8. November 1964) ist ein ehemaliger deutscher Fußballspieler. Er wurde als Abwehrspieler, meist als Libero, eingesetzt.

## Sportlicher Werdegang
Münch kam 1980 von der Jugend der hessischen DJK SG Eintracht Rüsselsheim zum damaligen Südwest-Oberligisten 1. FSV Mainz 05. Für die erste Mannschaft der Mainzer spielte er ab der Saison 1983/84 und wurde 1986 Südwestpokalsieger. In der Saison 1987/88 wurde er mit der Mannschaft Südwestmeister und stieg in die Zweite Bundesliga auf. In der Saison 1988/89 stand er für Mainz 05 in 34 Zweitligapartien auf dem Platz und erzielte ein Tor. Am Saisonende stieg er als Vorletzter mit der Mannschaft wieder in die Oberliga ab und in der Folgesaison direkt wieder auf. Nachdem er 1990/91 noch zu Saisonbeginn im Profi-Kader gestanden hatte, kehrte er zum folgenden Saisonwechsel – in der 2. Bundesliga hatte er unterdessen nicht mehr gespielt – als Trainer zu Eintracht Rüsselsheim zurück.
Insgesamt absolvierte Münch 189 Ligaspiele für Mainz 05 und erzielte 22 Tore, davon 155 Spiele (21 Tore) in der Oberliga.
Später lief Münch noch für die Traditionsmannschaft des 1. FSV Mainz 05 auf, so unter anderem 2016 bei einem Benefiz-Spiel gegen Fremdenfeindlichkeit.